# Gymnelia semicincta
Gymnelia semicincta är en fjärilsart som beskrevs av William James Kaye 1910. Gymnelia semicincta ingår i släktet Gymnelia och familjen björnspinnare. Inga underarter finns listade i Catalogue of Life.